# Michalis Kapsis
Michalis Kapsis (grekiska: Μιχάλης Κάψης), född 18 augusti 1973 i Thessaloníki, Grekland, är en före detta grekisk fotbollsspelare som spelade som mittback. Han är mest känd för sin roll i det grekiska landslaget som vann EM 2004.

## Personlig information
- Fullständigt namn: Michail Kapsis
- Födelsedatum: 18 augusti 1973 (50 år)
- Födelseort: Thessaloníki, Grekland
- Längd: 188 cm
- Lateralitet: Högerfotad
- Position: Mittback

## Klubbinformation
- Nuvarande klubb: Pensionerad
- Position: Mittback

## Juniorkarriär
| År        | Klubb              |
| --------- | ------------------ |
| 1987–1991 | Apollon Kalamarias |

## Seniorkarriär*
| År        | Klubb              | Matcher (Mål) |
| --------- | ------------------ | ------------- |
| 1991–1998 | Apollon Kalamarias | 90 (4)        |
| 1998–2005 | Panathinaikos      | 120 (6)       |
| 2005–2006 | Metz               | 15 (0)        |
| 2006      | APOEL Nicosia      | 12 (1)        |
| 2006–2008 | AEK Aten           | 30 (2)        |
| Totalt    |                    | 267 (13)      |

## Landslagskarriär
| År        | Lag      | Matcher (Mål) |
| --------- | -------- | ------------- |
| 2001–2006 | Grekland | 41 (1)        |

*SM = Seriematcher, GM = Goal/mål

## Meriter
- Grekland
  - EM-guld: 2004
- Panathinaikos
  - Grekiska ligan: 2004
  - Grekiska cupen: 2004
- APOEL
  - Cypriotiska ligan: 2006